# Laboratorio Tecnológico del Uruguay
El Laboratorio Tecnológico del Uruguay (LATU) fue creado el 1 de abril de 1965, denominándose en su inicio Laboratorio de Análisis y Ensayos. El 28 de agosto de 1975 pasó a llamarse como hasta hoy en día.
Se trata de una Persona de Derecho Público no Estatal y su directorio está formado por tres integrantes, cuyo presidente es nombrado por el Ministerio de Industria, Energía y Minería (MIEM)y los otros dos son representantes del Banco de la Republica Oriental del Uruguay (BROU) y de la Cámara de Industrias del Uruguay (CAU)
Su misión es impulsar el desarrollo sustentable del país y su inserción internacional a través de la innovación y transferencia de soluciones de valor en servicios analíticos, de evaluación de la conformidad, metrológicos, tecnológicos, de promoción de la cultura científica y emprendedora y del desarrollo de plataformas tecnológicas.
El LATU cuenta con licencia otorgada por el International Wool Textile Organisation (IWTO) para emitir sus certificados de lana en Uruguay, siendo en el 2025 el único laboratorio en América y uno de los siete laboratorios del mundo que cuentan con dicha licencia.

## Autoridades anteriores
| Nombre           | Inicio | Fin  |
| ---------------- | ------ | ---- |
| Enrique Bia      | 1965   | 1990 |
| Ruperto Long     | 1990   | 2003 |
| Jorge Soler      | 2003   | 2005 |
| Miguel Brechner  | 2005   | 2010 |
| Rodolfo Silveira | 2010   | 2015 |
| Fernando Fontán  | 2015   | 2020 |
| Ruperto Long     | 2020   | 2025 |
| Lucila Arboleya  | 2025   |      |